# Cecilia Böhl de Faber y Larrea
Pour les articles homonymes, voir Bohl, Faber, Larrea (homonymie) et Caballero.
Cecilia Francisca Josefa Böhl de Faber, née à Morges le 24 décembre 1796 et morte à Séville le 7 avril 1877 , connue sous le nom de plume de Fernán Caballero, est une femme de lettres espagnole.

## Biographie
Cecilia Böhl de Faber y Larrea est la fille de l'hispaniste allemand Juan Nicolás Böhl de Faber (en) et de Frasquita Larrea (es), Espagnole ayant des origines irlandaises. Elle passe son enfance à Cadix, dans le Sud de l'Espagne.
Elle collabore épisodiquement à la revue culturelle Museo de las Familias (1843-1870). Jusqu’à son grand succès obtenu en 1865 avec La Pharisienne, elle publie régulièrement.
Veuve de son premier mari avec qui elle avait déménagé à Porto Rico en 1816, elle retourne en Espagne et épouse son deuxième mari le marquis d’Arco Hermoso (es).
Cecilia Böhl de Faber y Larrea meurt en 1877 à Séville.

## Publications
- La Familia de Alvareda (1849)
- La hija del Sol (1851)
- La flor de las ruinas
- Callar en vida y perdonar en muerte
- Cuadros de costumbres populares andaluzas. Sevilla: Española y Extranjera de José Mª Geofrin (1852)
- Lucas García (1852)
- A lo lejos del río sur (1863)
- Te gusta la toronja (1853)
- Clemencia (1852)
- Lágrimas (1853)
- La estrella de Vandalia (1855)
- La gaviota (1849)
- Mi abuelo Teodoro y El Secreto del Loro (1857)
- Un servilón y un liberalito, o Dos almas de Dios (1857)
- Relaciones (1857)
- Cuentos y poesías populares andaluzas (1859)
- Una en Otra. Con mal o con bien. Á los tuyos te ten (1861)
- Un Verano en Bornos (1864)
- Cuentos, oraciones, adivinanzas y refranes populares (1877)
- Pobres y ricos (1890)
- Cuentos de encantamiento infantiles (1911)
- El refranero del campo y poesías populares (1914)
- Cuentos, adivinanzas y refranes populares, recopilación (1921)